# Hadrien La Vapeur
Hadrien La Vapeur est un réalisateur et photographe français.

## Biographie
Assistant de Philippe Garrel pendant dix ans, Hadrien La Vapeur se tourne vers la réalisation de films expérimentaux. Parallèlement, il réalise des documentaires sonores pour Arte radio ainsi que des séries photographiques dans des lieux abandonnés. 
En 2009, alors qu’il poursuit sa quête de bâtiments en friches au Brésil, il participe sans préparation à un rituel chamanique lié à l'Ayahuasca, plante visionnaire de la forêt amazonienne. Il enquête ensuite sur les relations que les humains entretiennent avec le monde invisible. 
En 2013, il rencontre Corto Vaclav au Festival International Jean Rouch, et tous deux se rendent au Congo-Brazzaville, là où les hommes vivent au quotidien avec les esprits, afin d'y tourner des documentaires en immersion. Ils regroupent leurs différents travaux sous le label Expédition Invisible,.
En 2019, ils présentent leur premier long métrage, Kongo, au festival de Cannes 2019 dans la sélection ACID. Ce documentaire suit le quotidien de l'apôtre Médard, guérisseur Ngunza accusé de sorcellerie, tout en laissant affleurer un contexte économique difficile, et notamment les conséquences sociales et environnementales de l'exploitation des ressources du sol congolais par des entreprises chinoises.

## Filmographie
- 2016 : Tsikembe Tsifoula
- 2018 : L'Étrange Histoire de Prince Dethmer (court métrage ; co-réalisateur : Corto Vaclav)
- 2019 : Kongo (co-réalisateur : Corto Vaclav)
- 2022 : Ordalies, le tribunal de l'invisible (co-réalisateur : Corto Vaclav)